# Jan Wils
Jan Wils (22 de febrer de 1891 - 11 de febrer de 1972) va ser un arquitecte neerlandès. Va néixer a Alkmaar i va morir a Voorburg.
Wils va ser un dels membres fundadors del moviment De Stijl, que també incloïa artistes com Piet Mondrian, Theo van Doesburg i Gerrit Rietveld.
Entre altres obres, Wils va dissenyar l'Estadi Olímpic per als Jocs Olímpics d'estiu de 1928 a Amsterdam. El seu disseny també es va presentar a l'competició d'art olímpic i va guanyar la medalla d'or. també va dissenyar el complex d'habitatges Papaverhof, actualment un Rijksmonument (patrimoni nacional neerlandès).